# Maurice MacBrien
Maurice MacBrien (falecido em 1586) foi um prelado católico romano que serviu como bispo de Emly (1567–1586).

## Biografia
No dia 24 de janeiro de 1567, foi nomeado durante o papado de Pio V como Bispo de Emly. A 7 de outubro de 1571, foi consagrado bispo por Scipione Rebiba, cardeal-sacerdote de Santa Maria in Trastevere. com Umberto Locati, Bispo de Bagnoregio, e Eustachio Locatelli, Bispo de Reggio Emilia, servindo como co-consagradores. MacBrien serviu como bispo de Emly até à sua morte em 1586.